# Cantó de Luzarches
El cantó de Luzarches és un antic cantó francès del departament de Val-d'Oise, que estava situat al districte de Sarcelles. Comptava amb 16 municipis i el cap era Luzarches.
Va desaparèixer al 2015 i el seu territori es va dividir entre el cantó de Fosses i el cantó de Goussainville.

## Municipis
- Luzarches
- Fosses
- Marly-la-Ville
- Survilliers
- Chaumontel
- Puiseux-en-France
- Saint-Witz
- Fontenay-en-Parisis
- Mareil-en-France
- Bellefontaine
- Jagny-sous-Bois
- Lassy
- Villiers-le-Sec
- Le Plessis-Luzarches
- Épinay-Champlâtreux
- Châtenay-en-France

## Història
| Data d'elecció                           | Identitat        | Partit                        | Qualitat |
| ---------------------------------------- | ---------------- | ----------------------------- | -------- |
| 1945-1949                                | Marcel Peyralbe  | PCF                           |          |
| 1949-1955                                | Louis Désenclos  | PCF                           |          |
| 1955-1961                                | Armand Lecomte   | RGR                           |          |
| 1961-1967                                | Pierre Fournet   | UNR                           |          |
| 1967-1976                                | Roger Vervoitte  | PCF                           |          |
| 1976-1982                                | M. Dermer        | Divers droite                 |          |
| 1982-1988                                | Gérard Lenoir    | PCF                           |          |
| 1988-2005                                | Bernard Messéant | UDF-PR, després divers droite |          |
| 2005-                                    | Patrick Decolin  | UMP                           |          |
| les dades anteriors no són pas conegudes |                  |                               |          |
|                                          |                  |                               |          |